# Maria Cichocka
Maria Cichocka (ur. 24 listopada 1925 w Korytnicy, zm. 8 sierpnia 1988 w Krakowie) – polska aktorka teatralna i filmowa.
W 1951 ukończyła Państwową Wyższą Szkołę Teatralną w Warszawie, w tym czasie już od roku grała na scenie tamtejszego Teatru Polskiego. W 1952 otrzymała angaż w Teatrze im. Stefana Jaracza w Olsztynie, ale po jednym sezonie przeniosła się do Teatru Ziemi Opolskiej w Opolu. Jednak i tam nie zagościła na długo. Od 1955 do 1982 grała w zespole Teatru Ludowego w Krakowie-Nowej Hucie.
Zmarła w Nowej Hucie, pochowana na warszawskim cmentarzu komunalnym Północnym (kw. W-III-18-4).